# Reyes Montseny Masip
Reyes Montseny Masip (Lleida, 1948 - Barcelona, 11 de juny de 2014) fou una funcionària i política catalana, diputada al Congrés dels Diputats en la V, VI i VII legislatures.
Llicenciada en Dret, és Tècnic de l'Administració de la Seguretat Social i lletrat de l'Administració de la Seguretat Social. Militant del Partit Popular de Catalunya, fou escollida diputada per la província de Barcelona a les eleccions generals espanyoles de 1993, 1996 i 2000. Fou Vicepresidenta Primera de la Comissió de Política Social i Ocupació i Vocal de la Delegació espanyola en el Grup d'Amistat amb l'Assemblea Nacional de França.